# Chevi
Chevi (gruzínsky: ხევი) je malý historický region, který se nacházel na svazích Velkého Kavkazu v severovýchodní Gruzii v dnešním okresu Kazbegi v kraji Mccheta-Mtianetie. Dominantou regionu Chevi byla hora Kazbek. Název Chevi se do češtiny dá přeložit jako „údolí“ a v 9. století nahradil dřívější název regionu Canarie, kterému se také říkalo Canaretis Chevi. Územím regionu Chevi protéká řeka Tergi (Těrek).
Obyvatelstvo tohoto kraje bylo (a stále je) gruzínské národnosti a říkají si Mocheve'ebi (მოხევეები). Jejich životní styl a tradice jsou podobné s tradicemi východogruzínských horalů. Mocheve'ebi si byli od starověku vědomi strategického významu oblasti, ve které žili, protože v její blízkosti se mezi vysokými horami nacházel Darialský průsmyk, který je v širokém okolí jedinou spojnicí Předkavkazska se Zakavkazskem. Místní obyvatelstvo si udržovalo svou patriarchální společenskou organizaci a největší moc měli v rukou tzv. „chevisberi“ (stařešinové), kteří byli zároveň soudci, kněží i vojenští velitelé. Ačkoliv zde nebyl zaveden feudalismus, byli chevisberiové vazaly gruzínských vládců. Pouze od konce 17. století do roku 1743 byla oblast násilně ovládnuto Aragvijským vévodstvím, proti kterému se Mocheve'ebi tvrdě bránili a dodnes lidé na tuto dobu vzpomínají prostřednictvím lidových písní, dokonce se stala inspirací pro gruzínské spisovatele. Oblast v roce 1801 ovládli Rusové, proti kterým mocheveebští horalé v roce 1804 povstali, ale jejich snaha byla ruskou armádou potlačena. I přes to si ale dokázali udržet své tradice a svou formu společnosti. Když Gruzii ovládli bolševici, byli místní obyvatelé vystaveni permanentní perzekuci, která rozbila jejich tradiční způsob života. Mnohé rodiny byly přesídleny do nížin na severní i jižní stranu kavkazu.